# U.S. Savoia 1908
Unione Sportiva Savoia 1908 là một câu lạc bộ bóng đá Ý đến từ Torre Annunziata, Campania. Đây là một trong những đội bóng lâu đời nhất ở miền nam nước Ý. Đội được thành lập vào ngày 21 tháng 11 năm 1908 bởi một nhóm các nhà máy công nghiệp và nhà máy mì ống, với sự giúp đỡ của các nhân vật khác từ tầng lớp trung lưu như Torre Annunziata. Màu của đội là màu trắng, màu của nguyên liệu thô của nền kinh tế Torre Annunziata thời bấy giờ: bột mì. Biểu tượng của câu lạc bộ là chiếc khiên Savoy cách điệu và chơi các trận đấu trên sân nhà tại Sân vận động Alfredo Giraud.

## Lịch sử

### Từ US Savoia đến US Torrese
Được thành lập vào năm 1908 với tên Unione Sportiva Savoia, sau khi gia đình hoàng gia Ý đồng nghĩa vào thời điểm đó, đội đã chơi trận chung kết giải đấu Serie A của Ý năm 1924, thua Genoa CFC. Năm 1915, đội bóng đã liên kết với Liên đoàn bóng đá Ý và giải đấu chính thức đầu tiên được chơi là International Cup, được chơi ở Napoli vào năm 1916 với Napoli, Puteoli, Bagnolese và Internazionale và kết thúc ở vị trí thứ 3. Trong Thế chiến, đội đã giành chức vô địch Campano hạng ba vào ngày 3 tháng 11 năm 1919, đội đã thua trận play-off tranh hạng nhất trước Pro Caserta, đội đã tham gia vào Giải đấu Thăng hạng 1919-1920, mặc dù về thứ ba, nhưng đội được nhận vào hạng nhất 1920-1921 vì sự mở rộng của các cán bộ liên bang. Trong giai đoạn này, câu lạc bộ đã tiếp thu đội bóng thị trấn thứ hai của Pro Italia, vào ngày 13 tháng 6 năm 1920, Campo Oncino được khai trương.  Trong hai mùa đầu tiên tại Serie A, câu lạc bộ đã không vượt qua giai đoạn khu vực, giành được vị trí thứ ba và thứ hai, với lần đầu tiên lái Fornari và sau đó là Garozzo. Sau đó, ngay cả dưới sự kiểm soát của Voiello, đã có chu kỳ chiến thắng đầu tiên và lớn nhất trong lịch sử câu lạc bộ, đã giành được ba danh hiệu vô địch liên tiếp của Campania, một danh hiệu vô địch của miền trung Ý và tranh chấp Scudetto 1924 để rồi thua trước Genoa. Cho đến lúc đó, nhà vô địch miền trung miền nam nước Ý luôn phải chịu thất bại trước các câu lạc bộ lớn của miền bắc, nhưng sau thất bại đáng tiếc của trận lượt đi với tỷ số 3-1, trong trận lượt về, Savoia đã đi vào lịch sử bóng đá Ý bằng cách hòa 1- 1 với nhà vô địch tám lần của Ý, trở thành câu lạc bộ đầu tiên ở miền trung miền nam nước Ý hoàn thành một mùa giải. Huấn luyện viên của triennium đó là Raffaele Di Giorgio được Wisbar hỗ trợ trong hai năm qua. Đây là lần thứ mười hai trong giải đấu: Visciano, Nebbia, Lobianco, Cassese, Gaia, Borghetto, Orsini, Ghisi I, Bobbio, Mombelli, Maltagliati. Từ những năm ba mươi, trong năm năm đầu tiên là Fascio Sportivo Savoia, câu lạc bộ đã chơi ổn định ở Serie C cho đến sau chiến tranh, ngoại trừ hai năm 1936-1938, trở thành Football Association Torre Annunziata và sau đó là Spolettificio Torre Annunziata, trên thực tế, một đội quân gồm chủ yếu là các cầu thủ bóng đá là những công nhân trong thành phố, đã trở lại Serie C và thống trị giải đấu với mười bốn trận thắng và hòa trong mười sáu trận đấu. Với việc mua Enrico Colombiaari, người đã kết thúc sự nghiệp cầu thủ bóng đá ở Torre Annunziata và bắt đầu làm huấn luyện viên, câu lạc bộ xếp thứ hai vào năm 1938-1939 sau MATER của Fulvio Bernardini; sau đó, với Osvaldo Sacchi với tư cách là một huấn luyện viên, đội đã đạt được kết quả tốt nhất vào năm 1939 tại Cúp Ý, trong đó đội đã đạt hạng mười sáu cuối cùng; sau đó, với Ruggero Zanolla, đội xếp thứ năm vào năm 1940-41 và thứ ba vào năm 1942-43. Năm 1944, vì lý do chính trị, đã phải từ bỏ cả biểu tượng của Savoy, biểu tượng của câu lạc bộ, cả hai tên được thay đổi đầu tiên ở Ilva Torrese và sau đó là Unione Sportiva Torrese. Trong những năm cuối cùng của Thế chiến thứ hai, đội tham gia Giải phóng Cup 1944 và Giải vô địch hỗn hợp Campano năm 1945, lần lượt xếp thứ hai và chín. Khi nối lại chức vô địch, Torrese được xếp hạng thứ tư vào những năm 1945-46, nhờ vào sự từ bỏ của Benevento và Gladiator, đã mang lại cho đội sự thăng hạng đầu tiên lên Serie B trong lịch sử. Dưới thời chủ tịch Carotenuto, hướng dẫn kỹ thuật của Dario Compiani và với các mục tiêu của bộ ba tấn công Eugenio Calleri, Renato Ghezzi và Secondo Rossi, đội đã được xếp hạng thứ sáu vào năm 1946-47, ngày nay là điểm cao nhất mà đội đạt được kể từ khi thành lập. Với việc giảm nhân sự, vị trí thứ 12 năm 1948 đã đưa đội trở lại ở Serie C. Từ năm đó, câu lạc bộ bắt đầu suy yếu bằng cách suy giảm chậm trong đó có 4 lần rớt hạnvv so với một lần thăng chức vào năm 1955, năm cũng chứng kiến sự đóng cửa của công ty Campo Formisano đã tổ chức cho đội trong khoảng một phần tư thế kỷ.

### U.S. Savoia
Năm 1955, một câu lạc bộ mới khởi động lại là Unione Sportiva Savoia 1908, xuống hạng ở Serie D và thậm chí là Promozione. Hai lần thăng hạng liên tiếp, vào năm 1964 và 1965, đã đưa Savoia đến Serie C, nơi đội chỉ chơi trong một mùa.
Vào năm 1978/1979, Savoia được Liên đoàn bóng đá Ý kết nạp vào mùa giải Serie C2 mới sinh, chơi ở cấp độ đó cho đến năm 1981/1982. Savoia trở lại Serie C2 tám năm sau đó, và thăng hạng Serie C1 ih 1994/1995 sau trận playoff dưới thời HLV Luigi De Canio. Vào năm 1998/1999, dưới thời HLV Osvaldo Jaconi, nổi tiếng với những năm tháng thành công tại Castel di Sangro, Savoia đủ điều kiện tham dự vòng play-off thăng hạng Serie B. Trong trận bán kết, Savoia đã loại Palermo, chiến thắng cả hai trận đấu và đánh bại Juve Stabia 2-0 trong trận chung kết, và cũng là trận derby giữa hai đội đối thủ. Vào năm 1999/2000, mặc dù có một khởi đầu khá tốt, Savoia nhanh chóng rơi vào khủng hoảng và Jaconi bị sa thải vào ngày thứ 14, được thay thế bởi Franco Varrella, người không thể cứu đội bóng khỏi sự xuống hạng. Sau một mùa giải Serie C1 không thành công vào năm 2000/2001, vào mùa hè tới, Savoia đã phá sản vì những rắc rối tài chính. Vào những ngày đó, một câu lạc bộ Eccellenza từ Napoli, Internapoli, đã chấp nhận chuyển đến Torre Annunziata và chuyển thương hiệu của mình sang Intersavoia, nhanh chóng thăng hạng Serie D. Sau lần thăng hạng đó, đội đã nhận được cái tên cũ.
Vào cuối mùa giải Serie D 2008-09, câu lạc bộ đã xuống hạng Eccellenza, nhưng đã bị loại khỏi giải đấu đó trong mùa giải tiếp theo.

### AC Savoia 1908
Vào mùa hè năm 2010, câu lạc bộ đã được đổi tên thành ASD Calcio Savoia và khởi động lại từ Promozione: trong mùa giải 2010-11 đã thăng lên Eccellenza Campania. Cũng trong mùa giải tiếp theo, nó đã được thăng hạng, bây giờ là Serie D. Trong mùa giải 2013-14, nó đã được thăng hạng lên Lega Pro với tư cách là đội chiến thắng Serie D / I. Mùa tiếp theo họ bị xuống hạng trở lại Serie D. Trong mùa giải 2017-2018, đội đã được thăng hạng lên Serie D với tư cách là đội chiến thắng Eccellenza Campania.  Vào mùa hè 2018, câu lạc bộ được đổi tên thành US Savoia 1908.

## Danh hiệu
Serie D
- 1964-65
- 1969-70
- 1989-90
- 2013-14

Giải vô địch bóng đá Ý / Serie A:
- Á quân: 1923-24

- Eccellenza Campania:
  - Người chiến thắng (2): 2011-12, 2017-18
- Coppa Italia Campania khu vực:
  - Người chiến thắng (2): 2011-12, 2017-18